# Ткачик трибарвний
Тка́чик трибарвний (Ploceus tricolor) — вид горобцеподібних птахів ткачикових (Ploceidae). Мешкає в Західній і Центральній Африці.

## Опис

Трибарвний ткачик (зліва)

Довжина птаха становить 17 см, вага 32—44 г. У самців верхня частина тіла чорна, на шиї і верхній частині спини широка жовта смуга. Покривні пера крил і хвіст чорні. Нижня частина тіла рудувато-бура. Горло чорне. Очі червонуваті, дзьоб чорний. Самиці мають переважно чорне забарвлення, на шиї у них жовтий «комірець». Молоді птахи мають переважно чорнувате забарвлення, голова у них тьмяно-рудувато-коричнева, верхні покривні пера крил і нижня частина тіла рудувато-коричневі.

## Підвиди
Виділяють два підвиди:
- P. t. tricolor (Hartlaub, 1854) — від Сьєрра-Леоне і Гвінеї до Камеруну, південного заходу ЦАР і заходу ДР Конго;
- P. t. interscapularis Reichenow, 1893 — від південної Уганди до північно-західної Анголи.

## Поширення і екологія
Трибарвні ткачики мешкають у Сьєрра-Леоне, Гвінеї, Ліберії, Кот-д'Івуарі, Гані, Того, Беніні, Нігерії, Камеруні, Екваторіальній Гвінеї, Габоні, Республіці Конго, Демократичній Республіці Конго, Центральноафриканській Республіці, Південному Судані, Уганді і Анголі. Вони живуть у вологих рівнинних, заболочених і галерейних лісах, у заростях на берегах річок і озер, на болотах і плантаціях. Зустрічаються на висоті від 700 до 1800 м над рівнем моря. Живляться переважно комахами. Трибарвні ткачики є моногамними, гніздяться великими колоніями. У кладці 2 білих або блакитнуватих яйця.